# 8区 (ホーチミン市)
8区（はちく、ベトナム語：Quận 8 / 郡𠔭）はホーチミン市の区の1つ。

## 行政区画
8区は第1坊から第16坊までの16の坊（Phường）を管轄している。